# ベルベットオフィス
株式会社ベルベットオフィスは、東京都港区にある芸能事務所（ナレーター事務所）。1999年、東京俳優生活協同組合から独立。

## 所属タレント
- あおい洋一郎
- 井上喜久子（業務提携）
- 近藤サト
- 高川裕也
- 田子千尋
- 山上智
- 山崎優

## かつての所属者
- ケイ・グラント（業務提携）
- 阪井あかね（現所属：アトミックモンキー）
- 杉本るみ（現所属：ヤマダックス）
- 垂木勉（現所属：ザ・ユニバース代表）
- 鳥井林太朗（現所属：アトミックモンキー）
- 三村ロンド（フリー）
- 大江戸よし々（現所属：アトゥプロダクション）